# クイズノス・サブ

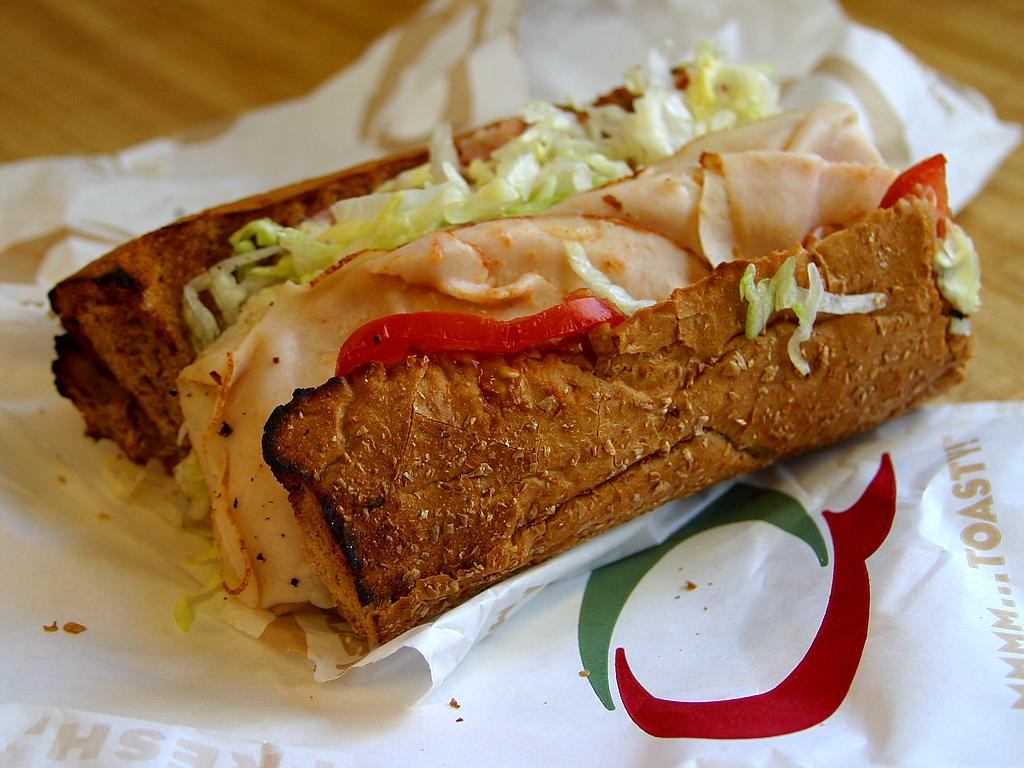
クイズノスのサンドイッチ。グリルされたパンが特徴。

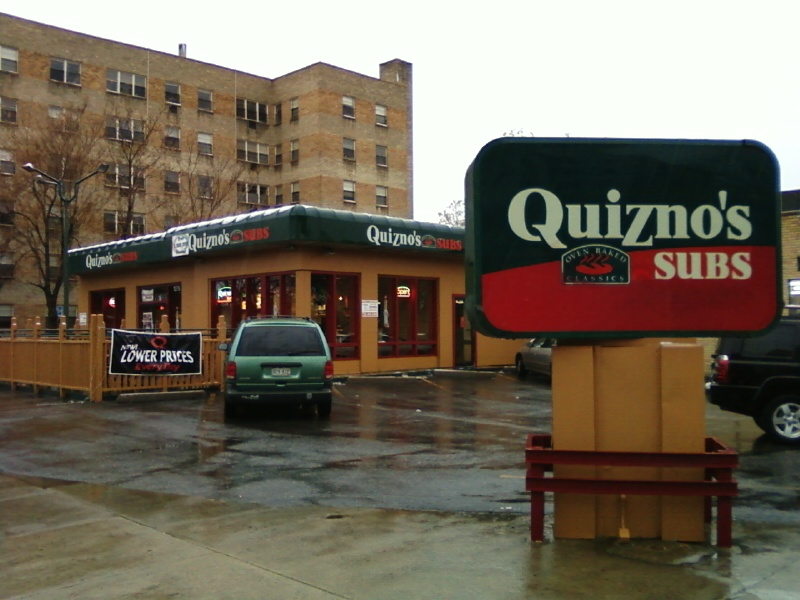
The first Quiznos Subs restaurant

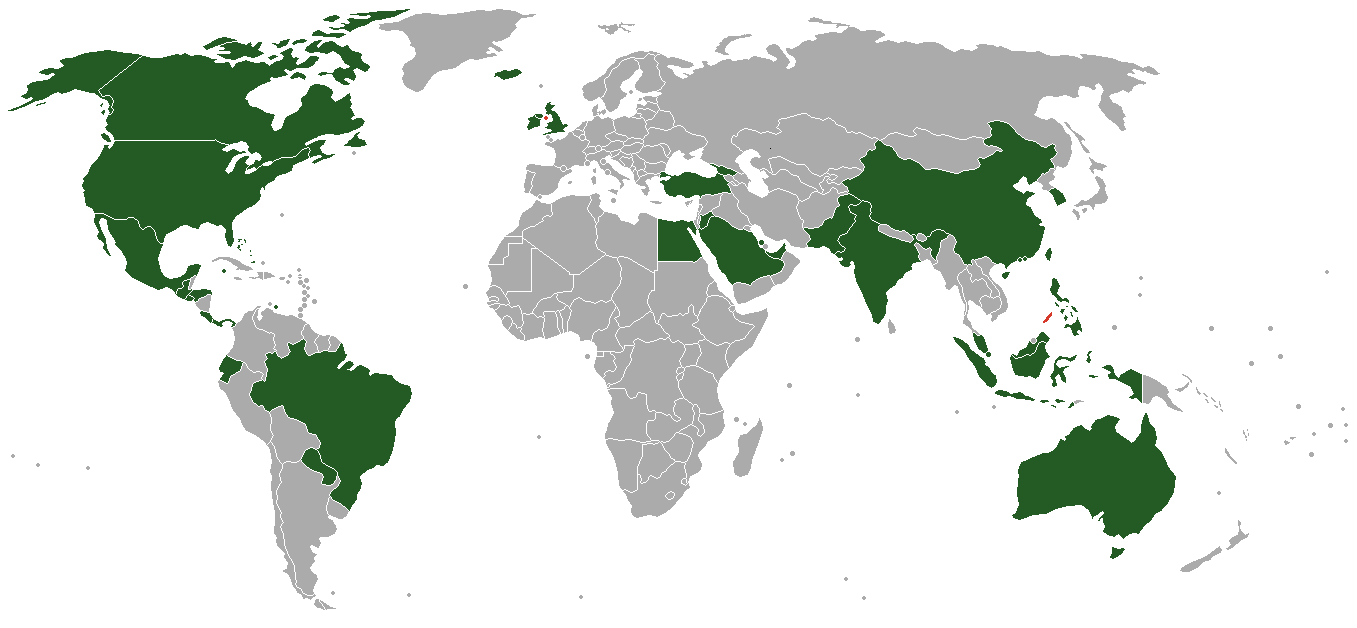
Countries with current Quiznos operations

クイズノス・サブ（Quiznos Sub）は、アメリカ合衆国発祥のファストカジュアル形式のサンドイッチチェーン。

## 概説
創業は1981年。本社はコロラド州デンバー。プエルトリコとグアムを含むアメリカ合衆国のみで店舗数は5,000を数え、他にもカナダ、イギリス、アイルランド、アイスランド、アルバ、ケイマン諸島、コロンビア、トルコ、パナマ、オーストラリア、ニュージーランドに出店している。日本では、1998年に初出店し、2005年にいったん撤退。2006年9月から再び展開したが、2009年3月29日をもって再度撤退した。
パンをオーブンでこんがりとグリルしてから具を挟むのが特徴で、唐辛子のピクルス数種を置いたペッパーバーと共に、同社のセールスポイントとなっている。2014年3月14日にデラウェア州連邦倒産裁判所へ連邦倒産法第11章を申請。
宣伝には、奇妙なネズミの風貌をしたキャラクターを使っていた。

### 日本での展開
日本では1998年9月に株式会社クイズノスジャパンを設立し、翌1999年1月28日に東京・有楽町に1号店を、同年11月10日に2号店となる新大手町ビル店をオープンした。その後、有楽町、大手町、渋谷、お台場、立川、新横浜、新子安、北越谷、千葉に展開していたが、2005年7月31日に有楽町店の閉店をもって撤退した。知名度の点で、ライバルのサブウェイに最後まで大きく差をあけられたままであった。
その後、株式会社ヒガ・インダストリーズが、米国クイズノス・サブ社とのフランチャイズ契約により、2006年9月9日に東京・銀座で1号店を、2007年4月21日に横浜・港北ニュータウン店をオープンした。しかし、その後、2009年3月29日にクイズノス・サブ 銀座マロニエ通り店の閉店を以って、再び日本から撤退した。